# Владо Лісьяк
Владо Лісьяк (хорв. Владо Лисјак; нар. 29 квітня 1962, Петриня, Сисацько-Мославинська жупанія) — югославський та хорватський борець греко-римського стилю, чемпіон Олімпійських ігор.

## Життєпис
Боротьбою почав займатися з 1972 року в рідній Петрині в спортивному клубі «Гаврилович». На національному рівні він досяг успішних результатів у всіх вікових категоріях. Його першим тренером був Володимир Секулич, потім Міленко Сачер та Мілан Ненадич. У 1980 та 1981 роках ставав бронзовим призером чемпіонатів світу серед юніорів. Виступав за спортивний клуб Zagreb Glumina Banka.
Він чотири рази був чемпіоном серед дорослих на індивідуальних чемпіонатах колишньої Югославії (1981, 1982, 1984 та 1988).
Тричі вигравав титул чемпіона колишньої Югославії з борцівським клубом «Гаврилович» (1984/5, 1987/8 та 1989/90).
Його неодноразово називали найуспішнішим спортсменом міста.
У 1984 році на літніх Олімпійських іграх в Лос-Анджелесі Владо Лісьяк створив справжню сенсацію, ставши олімпійським чемпіоном. До того він двічі ставав лише бронзовим призером чемпіонатів світу серед юніорів. На дорослому рівні, ні на чемпіонатах Європи, ні на чемпіонатах світу медалей не здобував. Найкращим його результатом було четверте місце на чемпіонаті світу 1982 року. Наступного року на цих же змаганнях він посів лише сімнадцяту сходинку.
На Лос-Анджелеській олімпіаді, здобувши дві перемоги у стартових поєдинках, Владо Лісьяк вийшов до фіналу групи А, де в першій сутичці не без проблем здолав з рахунком 8:6 австралійця Дітмара Штрайтлера, а в другій у нічийному поєдинку з румуном Штефаном Негрішаном вийщов переможцем лише за додатковими показниками. У фіналі змагань на нього чекав фаворит змагань, переможець групи B, чинний чемпіон світу Тапіо Сіпіля з Фінляндії. На першій же хвилині югослав шокував усіх, тушувавши фінського чемпіона.
Того ж року його було визнано найкращим спортсменом Хорватії.
Медаль на Олімпіаді так і залишилася для Лісьяка єдиною на престижних міжнародних змаганнях на дорослому рівні.
В останньому матчі вже за збірну Хорватії він виступив у 1993 році на Середземноморських іграх у Франції, де травмував коліно, що прискорило його рішення завершити активну спортивну кар'єру.
Того ж року він розпочав свою тренерську кар'єру як професійний тренер збірної Хорватії з боротьби у всіх вікових групах, яка тривала чотири повні терміни, до 2009 року, коли його було призначено директором національної команди.
Він досяг помітних результатів, здобувши зі своїми підопічними медалі на чемпіонатах Європи, Всесвітніх іграх військовослужбовців та Середземноморських іграх.
З початку своєї роботи він також брав активну участь у роботі Хорватського олімпійського комітету, де протягом восьми років був членом Комісії з питань сприяння спорту та Олімпійських ігор, членом Асамблеї Хорватського олімпійського комітету та членом Клубу олімпійців.
Він закінчив початкову школу в Петрині, середню школу в Сісаку, а в 1998 році отримав диплом старшого тренера зі спортивної боротьби на факультеті кінезіології в Загребі.

## Спортивні результати на міжнародних змаганнях

### Виступи на Олімпіадах
| Змагання                    | Збірна    | Вагова категорія                 | Місце  |
| --------------------------- | --------- | -------------------------------- | ------ |
| Літні Олімпійські ігри 1984 | Югославія | греко-римська боротьба, до 68 кг | Золото |

### Виступи на Чемпіонатах світу
| Змагання                        | Збірна    | Вагова категорія                 | Місце |
| ------------------------------- | --------- | -------------------------------- | ----- |
| Чемпіонат світу з боротьби 1982 | Югославія | греко-римська боротьба, до 68 кг | 4     |
| Чемпіонат світу з боротьби 1983 | Югославія | греко-римська боротьба, до 68 кг | 17    |

### Виступи на Середземноморських іграх
| Змагання                    | Збірна    | Вагова категорія                 | Місце |
| --------------------------- | --------- | -------------------------------- | ----- |
| Середземноморські ігри 1983 | Югославія | греко-римська боротьба, до 68 кг | 4     |
| Середземноморські ігри 1993 | Хорватія  | греко-римська боротьба, до 74 кг | 5     |

### Виступи на інших змаганнях
| Змагання                           | Збірна    | Вагова категорія                 | Місце |
| ---------------------------------- | --------- | -------------------------------- | ----- |
| Гран-прі Німеччини з боротьби 1981 | Югославія | греко-римська боротьба, до 68 кг | 11    |
| Гран-прі Німеччини з боротьби 1993 | Хорватія  | греко-римська боротьба, до 74 кг | 11    |

### Виступи на змаганнях молодших вікових груп
| Змагання                                            | Збірна    | Вагова категорія                 | Місце  |
| --------------------------------------------------- | --------- | -------------------------------- | ------ |
| Чемпіонат світу з боротьби серед юніорів 1980       | Югославія | греко-римська боротьба, до 65 кг | Бронза |
| Чемпіонат світу з боротьби серед юніорів 1981       | Югославія | греко-римська боротьба, до 68 кг | Бронза |
| Балканський чемпіонат з боротьби серед юніорів 1981 | Югославія | греко-римська боротьба, до 68 кг | Срібло |